# Вијеће за штампу у Босни и Херцеговини
Вијеће за штампу у Босни и Херцеговини је саморегулацијско тијело које:
- ПОСРЕДУЈЕ као медијатор између незадовољних читалаца и штампаних и онлајн медија
- НАДГЛЕДА примјену Кодекса за штампу и онлајн медије БиХ
- УНАПРЕЂУЈЕ професионалне стандарде у штампи и онлајн медијима у БиХ
- ШТИТИ ЈАВНОСТ од непрофесионалног и манипулаторског новинарског извјештавања
- ШТИТИ МЕДИЈЕ од политичких, економских и свих других притисака који угрожавају слободу информисања и слободу медија[1]

## О раду Вијећа
Босна и Херцеговина је прва земља у Југоисточној Европи која је прихватајући основне принципе саморегулације успјешно формирала Вијеће за штампу 2000. године. Анализирајући објављене текстове у принтаним и онлајн медијима и указујући на кршење договореног Кодекса, Вијеће настоји побољшати квалитет извјештавања.
Само Вијеће не доноси Одлуке, бави се приговорима јавности на писање новина слиједећи професионалне стандарде, а рјешења доноси у складу са новинарским средствима:
- Правом на одговор
- Објављивањем исправке
- Извињењем
- Демантима[2]

Вијеће након што размотри жалбу, захтјева да се та одлука објави у медију који је прекршио Кодекс. Дневне новине одлуку морају објавити у року од седам дана, а периодичне у наредном броју.
Медији често не поштују Кодекс, јер су свјесни да Вијеће за штампу нема овлаштења да кажњава.
Представници међународне заједнице нису спознали, ни уважили чињеницу да универзалног обрасца за имплементацију регулације нема и да она зависи од:
- самих новинара
- њиховог професионализма
- спремности да уважавају етичке стандарде чији су творци[3]

## ВИЗИЈА, МИСИЈА, ВРИЈЕДНОСТИ
Визија
- да буде препознато од бх јавности као израз добре воље медијске индустрије да примијени саморегулаторни систем у штампи и онлајн медијима, слиједећи и поштујући Кодекс за штампу и онлајн медије БиХ у свакодневном новинарском раду, штитећи јавност од неодговорног и неетичког медијског извјештавања, те као оруђе за заштиту слободе медија и професионалног извјештавања, једнако као и за заштиту медија од политичких, економских и свих других притисака који угрожавају слободу информисања.

Мисија
- Унапређивање етичких и професионалних стандарда у штампаним и онлајн медијима, надгледањем примјене Кодекса за штампу и онлајн медије БиХ, те сталном едукацијом новинара и јавности о потреби поштивања слободе изражавања и одговорног, професионалног извјештавања у штампи и онлајн медијима.

Вриједности
- Прво саморегулаторно тијело за штампане и онлајн медије, чије је оснивање у потпуности подржано од заједнице штампаних и онлајн медија у БиХ
- У својим руководећим тијелима има представнике медијске индустрије, јавности и новинара
- Јединствена је институција те врсте, регистрована на нивоу државе Босне и Херцеговине
- Има мултиетничку структуру
- Одлуке о жалбама јавности на непрофесионално писање штампе и онлајн медија, доносе се у складу са стандардима Кодекса за штампу и онлајн медије БиХ[4]

## Кодекс за штампу и онлајн медије БиХ
Кодекс за свој циљ има постављање основа система самоуређивања у штампи. Он ће бити сматран морално обавезујућим за новинаре и уреднике да поштују општеприхваћене принципе етике, те да штите професионални интегритет новинарства.
Овај Кодекс је усвојен од свих Удружења/Удруга новинара на сједници одржаној 29. априла 1999.
Кодекс је допуњен: фебруара 2005, августа 2006, децембра 2006. и јуна 2011. од Вијећа за штампу у Босни и Херцеговини, у консултацији са Удружењима/Удругама новинара БиХ.
Кодекс се састоји из:
Увода, Општих одредби и 15 чланова.

## Како уложити приговор
Вијеће за штампу у Босни и Херцеговини је ваш посредник према штампаним и онлајн медијима у БиХ.
Јавност има право на тачну и професионално пласирану информацију.
- Како уложити приговор?

Уколико примјетите кршење Кодекса у штампаним или онлајн медијима, пошаљите писмени приговор на садржај за који сматрате да није у складу са Кодексом, тражећи објаву демантија, допуну информација, објављивање исправке или извињење.
Уз прецизне назнаке када и гдје је објављен текст на чији се садржај жалите, пошаљите своју реакцију Секретаријату Вијећа. Уколико је могуће пошаљите и копију спорног текста или урађени принт скрин ако је вијест објављена на порталу.
- Шта даље?

Секретаријат ће контактирати спорну редакцију, те копију Вашег писма упутити уреднику ако то буде потребно. Од уредника ће тражити коментар и објашњење, те покушати успјешно ријешити случај путем посредништва и објављивања Ваше реакције.
У случају неуспостављања договра између уредника и Секретаријата, Ваш предмет се предаје Жалбеној комисији на разматрање. Комисију чини седам чланова: 1 представник новинских издавача, 2 новинара и 4 представника јавности, грађана из БиХ. Они ће размотрити спорни чланак , Вашу реакцију, професионално појашњење уредника, те у складу са прописима Кодекса за штампу у БиХ донијети одлуку. Одлуке се доносе консензусом.
- Начини слања приговора:

Грађани своје приговоре Вијећу могу упутути путем поште на адресу Секретаријата (Трампина 8, 71000 Сарајево), путем мејла: info@vzs.ba, или путем факса: 033 272 271

## Едукација
Сваке године Вијеће за штампу Босне и Херцеговине организује Школу Медијске Етике за студенте и студентице новинарства универзитета у БиХ са циљем унапређења професионалних стандарда извјештавања у босанскохерцеговачким медијима.
Полазници Школе слушају предавања, те расправљају о темама као што су: Медијска саморегулација, Кодекс за штампу и онлајн медије БиХ, Говор мржње није слобода говора итд.
Практични рад обухвата симулацију рада Жалбене комисије Вијећа за штампу у БиХ.
Школа Медијске Етике је бесплатна за све полазнике. Трошкове покрива Вијеће уз помоћ партнера.